# سیارک ۹۶۳۰
سیارک ۹۶۳۰ (به انگلیسی: 9630 Castellion، نامگذاری:1993PW7) نه هزار و ششصد و سیمین سیارک کشف شده‌است که در ۱۵ اوت ۱۹۹۳ کشف شد.
قدر مطلق سیارک برابر ۲۵.۷ است.